# VietJet Air
VietJet Air (vijetnamski :Công ty Cổ phần Hàng không VietJet Air) je zračni prijevoznik iz Vijetnama. Kompanije je osnovana 2007. pod imenom Vietnam Aviation Join Stock Company, a kao zračni prijevoznik u vlasništvu države postoji od travnja 2011. Sjedište Vietnam Airlinesa je u Hoan Kiem Districtu (Hanoi), dok su glavna središta u zračnim lukama Zračna luka Nội Bài (Hanoi) i Zračna luka Tân Sơn Nhất (Ho Ši Min). Sa svojom flotom od preko 20 zrakoplova lete prema 20 destinacije u 5 zemalja.

## Flota
VietJet flota se sastoji od sljedećih zrakoplova (21. lipnja 2015.):